# Roger S. Bagnall
Roger Shaler Bagnall (* 19. August 1947 in Seattle, Washington) ist ein US-amerikanischer Althistoriker und Papyrologe.

## Leben und Werk
Bagnall absolvierte sein Studium 1964 bis 1968 an der Yale University, wo er den Bachelor of Arts summa cum laude abschloss. 1969 erlangte er den Master of Arts an der University of Toronto, während er als Teaching fellow unterrichtete. 1972 erfolgte die Promotion aufgrund der Dissertation The Administration of the Ptolemaic Possessions Outside Egypt. Nach einer kurzzeitigen Anstellung an der Florida State University als Assistant Professor of Classics (1972–1974) folgte Bagnall 1983 dem Ruf an die Columbia University in New York City, wo er bereits seit 1974 gelehrt hatte und nun zum ordentlichen Professor berufen wurde. 2007 folgte Bagnall einem Ruf an die New York University, wo er das Institute for the Study of the Ancient World (ISAW) gründete, das er bis 2016 als Leon Levy Director leitete.
Bagnall ist Project Director der seit 2001 von der Columbia University – seit 2008 gemeinsam mit der New York University – durchgeführten Ausgrabungen in der Oase Dachla. Er ist einer der General Editors der Encyclopedia of Ancient History.
Bagnalls Forschungsschwerpunkt liegt auf der Geschichte des östlichen Mittelmeerraumes, insbesondere dem griechisch-römischen Ägypten von der hellenistischen über die römische Epoche bis zur Spätantike.

## Mitgliedschaften und Ehrungen
Am 2. Juni 1997 wurde Bagnall Membre associé de la Classe des Lettres et des Sciences morales et politiques der Académie royale des Sciences, des Lettres et des Beaux-Arts de Belgique. Im Jahr 2000 wurde er Mitglied der American Academy of Arts and Sciences. Seit 2001 ist er gewähltes Mitglied der American Philosophical Society. 2006 wurde er zum Fellow der British Academy gewählt. Er ist korrespondierendes Mitglied des Deutschen Archäologischen Instituts und Life Member der Society for Classical Studies, der er 2016 als Präsident vorstand. 2016 erhielt er ein Ehrendoktorat der Université de Paris-Sorbonne. Von 2007 bis 2013 war Bagnall Präsident der Association Internationale de Papyrologues, am 3. August 2019 wurde er von der Assemblée Générale zu einem von deren sieben Ehrenpräsidenten gewählt.

## Schriften
Monographien
- The Administration of the Ptolemaic Possessions outside Egypt (= Columbia studies in the classical tradition. Band 4). Brill, Leiden 1976, ISBN 90-04-04490-6 (zugleich Dissertation, University of Toronto 1972).
- mit Klaas Anthony Worp: Chronological Systems of Byzantine Egypt (= Studia Amstelodamensia ad epigraphicam, ius antiquum et papyrologicam pertinentia. Band 8). Terra Publ. Co., Zutphen 1978, ISBN 90-6255-200-5 (2. Auflage, Brill, Leiden 2004, ISBN 90-04-13654-1).
- Currency and Inflation in Fourth Century Egypt (= Bulletin of the American Society of Papyrologists. Supplement 5). Scholars Press, Atlanta 1985, ISBN 0-89130-790-7.
- mit Alan Cameron, Seth R. Schwartz und Klaas Anthony Worp: Consuls of the Later Roman Empire (= Philological monographs. Band 36). Scholars Press, Atlanta 1987, ISBN 1-55540-099-X.
- Egypt in Late Antiquity. Princeton University Press, Princeton 1993, ISBN 0-691-06986-7.
- mit Bruce W. Frier: The Demography of Roman Egypt. Cambridge University Press, Cambridge 1994, ISBN 0-521-46123-5 (2. Auflage, ebenda 2006).
- Reading Papyri, Writing Ancient History. Routledge, London/New York 1995, ISBN 0-415-09377-5 (2. Auflage, ebenda 2020, ISBN 978-0-8153-7991-1).
- Later Roman Egypt. Society, Religion, Economy and administration (= Collected studies series. Band 758). Ashgate, Aldershot u. a. 2003, ISBN 0-86078-899-7.
- Hellenistic and Roman Egypt. Sources and Approaches (= Variorum collected studies series. Band 864). Ashgate, Aldershot u. a. 2006, ISBN 0-7546-5906-2.
- Early Christian Books in Egypt. Princeton University Press, Princeton/Oxford 2009, ISBN 978-0-691-14026-1 (Rezension von Benjamin Garstad in: Bryn Mawr Classical Review 2010.02.10 ).
- Everyday Writing in the Graeco-Roman East (= Sather Classical Lectures. Band 69). University of California Press, Berkeley 2011, ISBN 978-0-520-27579-9.
- Eine Wüstenstadt. Leben und Kultur in einer ägyptischen Oase im 4. Jahrhundert n. Chr. (= Spielräume der Antike. Band 2). Franz Steiner, Stuttgart 2013, ISBN 978-3-515-10373-2.
- mit Nicola Aravecchia, Raffaella Cribiore, Paola Davoli, Olaf E. Kaper und Susanna McFadden: An Oasis City. New York University Press, New York 2015, ISBN 978-1-4798-8922-8.

Editionen und Quellensammlungen
- The Florida Ostraka (O. Florida). Documents from the Roman army in Upper Egypt (= Greek, Roman and Byzantine monographs. Band 7). Duke University, Durham 1976.
- mit Peter Derow: Greek Historical Documents. The Hellenistic Period (= Sources for biblical study. Band 16). Scholars Press, Atlanta 1981, ISBN 0-89130-496-7 (Neuauflage unter dem Titel The Hellenistic Period. Historical Sources in Translation. Blackwell, Malden 2004, ISBN 1-4051-0132-6).
- mit Christina Helms und Arthur M. F. W. Verhoogt: Documents from Berenike. Band 1: Greek Ostraca from the 1996–1998 seasons (= Papyrologica Bruxellensia. Band 31). Association Égyptologique Reine Élisabeth, Brüssel 2000.
- mit Christina Helms und Arthur M. F. W. Verhoogt: Documents from Berenike. Band 2: Texts from the 1999–2001 seasons (= Papyrologica Bruxellensia. Band 33). Association Égyptologique Reine Élisabeth, Brüssel 2005.
- mit Raffaella Cribiore: Women's letters from ancient Egypt, 300 BC–AD 800. University of Michigan Press, Ann Arbor 2006, ISBN 0-472-11506-5.
- mit Giovanni R. Ruffini: Ostraka from Trimithis 1. Texts from the 2004–2007 seasons (= Amheida. Band 1). New York University Press, New York 2012, ISBN 978-0-8147-4526-7.
- mit Rodney Ast: Documents from Berenike. Band 3: Greek and Latin Texts from the 2009–2013 Seasons (= Papyrologica Bruxellensia. Band 36). Association Égyptologique Reine Élisabeth, Brüssel 2016, ISBN 978-2-9600834-2-2.
- mit Rodney Ast: Ostraka from Trimithis 2. Greek texts from the 2008–2013 seasons (= Amheida. Band 3). New York University Press, New York 2016, ISBN 978-1-4798-5374-8.
- mit Roberta Casagrande-Kim, Akin Ersoy und Cumhur Tanriver: Graffiti from the Basilica in the Agora of Smyrna. New York University Press, New York 2016, ISBN 978-1-4798-6464-5.
- The Undertakers of the Great Oasis (P. Nekr.) (= Graeco-Roman memoirs. Supplementband 1). Egypt Exploration Society, London 2017, ISBN 978-0-85698-234-7.
- mit Gert Baetens, Clementina Caputo, Élodie Mazy und David M. Ratzan: Ostraka in the collection of New York University. New York University Press, New York 2021, ISBN 978-1-4798-1379-7.

Herausgeberschaften
- mit Traianos Gagos: Essays and texts in honor of J. David Thomas (= American studies in papyrology. Band 42). American Society of Papyrologists, Oakville 2001, ISBN 0-9700591-3-2.
- mit Dominic W. Rathbone: Egypt from Alexander to the Copts. An archaeological and historical guide. British Museum Press, London 2004, ISBN 0-7141-1952-0.
- Egypt in the Byzantine World, 300–700. Cambridge University Press, Cambridge 2007, ISBN 978-0-521-87137-2.
- The Oxford Handbook of Papyrology. Oxford University Press, Oxford 2009, ISBN 978-0-19-984369-5.
- mit Paola Davoli und Colin A. Hope: The Oasis Papers 6: Proceedings of the Sixth International Conference of the Dakhleh Oasis Project (= Dakhleh Oasis project monograph. Band 15). Oxbow, Oxford 2013, ISBN 978-1-84217-524-8.
- Roman Egypt: A History. Cambridge University Press, Cambridge 2021, ISBN 978-1-108-84490-1.